# انتخابات مجلس ایران (۱۳۵۰)
انتخابات مجلس ایران برای انتخاب نمایندگان مجلس شورای ملی و مجلس سنا در ۱۸ تیر ۱۳۵۰ برگزار شد. نتیجه انتخابات پیروزی حزب ایران نوین با کسب ۲۳۰ از ۲۶۸ کرسی در مجلس و ۲۸ از ۳۰ کرسی منتخب در مجلس سنا بود. میزان مشارکت رای دهندگان در حدود ۳۵% بود. انتخابات توسط حزب پان ایرانیست به علت و شکایت از انحصار تبلیغات رادیویی و تلویزیونی و همچنین ادعای آنان مبنی بر سانسور روزنامه آنها تحریم شده بود. یکی از انشعاب های این حزب به نام حزب ایرانیان موفق به کسب یک کرسی توسط دبیرکل حزب در مجلس گشت.
پس از انتخابات امیرعباس هویدا به عنوان نخست وزیر دولت جدید را در ۲۲ شهریور تشکیل داد.

## نتایج

### مجلس
| حزب             | رای | % | کرسی | +/– |
| --------------- | --- | - | ---- | --- |
| حزب ایران نوین  |     |   | ۲۳۰  | +۵۰ |
| حزب مردم        |     |   | ۳۷   | +۶  |
| حزب ایرانیان    |     |   | ۱    | +۱  |
| رای های نامعتبر |     | – | –    | –   |
| مجموع           |     |   | ۲۶۸  | +۴۹ |
| Source: IPU     |     |   |      |     |

### سنا
| حزب              | رای | % | کرسی | +/– |
| ---------------- | --- | - | ---- | --- |
| حزب ایران نوین   |     |   | ۲۸   | +۲  |
| حزب مردم         |     |   | ۲    | –۲  |
| مستقل            |     |   | ۰    | ۰   |
| کرسی های انتصابی | —   | — | ۳۰   | ۰   |
| رای های نامعتبر  |     | – | –    | –   |
| مجموع            |     |   | ۶۰   | ۰   |
| Source: IPU      |     |   |      |     |